# زاسوسنا
زاسوسنا (انگلیسی: Zasosna) یک شهرک در بخش کراسنوگفاردیسکی استان بلگورود کشور روسیه است.